# Alejandro Pozuelo
Alejandro Pozuelo Melero (Siviglia, 20 settembre 1991) è un calciatore spagnolo, centrocampista attualmente svincolato.

## Carriera
Cresciuto nel Betis, ha esordito da professionista proprio tra le file del club andaluso. In seguito si è trasferito allo Swansea City e al Rayo Vallecano.
Dal 2015 al 2019 ha militato nel Genk, mentre, nel 2019, è passato al Toronto FC, in MLS. All’esordio assoluto in campionato realizza una doppietta nel 4-0 contro il New York City, segnando un calcio di rigore con il cucchiaio.

## Statistiche

### Presenze e reti nei club
Statistiche aggiornate al 26 maggio 2025.
| Stagione        | Squadra         | Campionato      | Campionato | Campionato | Coppe nazionali | Coppe nazionali | Coppe nazionali | Coppe continentali | Coppe continentali | Coppe continentali | Altre coppe | Altre coppe | Altre coppe | Totale | Totale |
| Stagione        | Squadra         | Comp            | Pres       | Reti       | Comp            | Pres            | Reti            | Comp               | Pres               | Reti               | Comp        | Pres        | Reti        | Pres   | Reti   |
| --------------- | --------------- | --------------- | ---------- | ---------- | --------------- | --------------- | --------------- | ------------------ | ------------------ | ------------------ | ----------- | ----------- | ----------- | ------ | ------ |
| 2010-2011       | Betis B         | SDB             | 30         | 5          | -               | -               | -               | -                  | -                  | -                  | -           | -           | -           | 30     | 5      |
| 2011-2012       | Betis B         | SDB             | 14         | 11         | -               | -               | -               | -                  | -                  | -                  | -           | -           | -           | 14     | 11     |
| Totale Betis B  | Totale Betis B  | Totale Betis B  | 44         | 16         |                 | -               | -               |                    | -                  | -                  |             | -           | -           | 44     | 16     |
| 2011-2012       | Betis           | PD              | 18         | 2          | CR              | 2               | 0               | -                  | -                  | -                  | -           | -           | -           | 20     | 2      |
| 2012-2013       | Betis           | PD              | 11         | 1          | CR              | 2               | 0               | -                  | -                  | -                  | -           | -           | -           | 13     | 1      |
| Totale Betis    | Totale Betis    | Totale Betis    | 29         | 3          |                 | 4               | 0               |                    | -                  | -                  |             | -           | -           | 33     | 3      |
| 2013-2014       | Swansea City    | PL              | 22         | 0          | FACup+CdL       | 0+3             | 0               | UEL                | 11                 | 2                  | -           | -           | -           | 36     | 2      |
| 2014-2015       | Rayo Vallecano  | PD              | 11         | 0          | CR              | 2               | 1               | -                  | -                  | -                  | -           | -           | -           | 13     | 1      |
| 2015-2016       | Genk            | PL              | 21+12      | 1+3        | CB              | 5               | 0               | -                  | -                  | -                  | -           | -           | -           | 38     | 4      |
| 2016-2017       | Genk            | PL              | 29+4       | 6+1        | CB              | 5               | 0               | UEL                | 15                 | 1                  | -           | -           | -           | 53     | 8      |
| 2017-2018       | Genk            | PL              | 28+11      | 5+0        | CB              | 5               | 1               | -                  | -                  | -                  | -           | -           | -           | 44     | 6      |
| 2018-mar. 2019  | Genk            | PL              | 28         | 5          | CB              | 1               | 0               | UEL                | 13                 | 2                  | -           | -           | -           | 42     | 7      |
| Totale Genk     | Totale Genk     | Totale Genk     | 106+27     | 17+4       |                 | 16              | 1               |                    | 28                 | 3                  |             | -           | -           | 177    | 25     |
| 2019            | Toronto FC      | MLS             | 30+4       | 12+2       | CC              | 2               | 0               | -                  | -                  | -                  | -           | -           | -           | 36     | 14     |
| 2020            | Toronto FC      | MLS             | 20+1       | 9+0        | CC              | 0               | 0               | -                  | -                  | -                  | MisB        | 4           | 0           | 25     | 9      |
| 2021            | Toronto FC      | MLS             | 19         | 1          | CC              | 2               | 0               | CCL                | -                  | -                  | -           | -           | -           | 21     | 1      |
| feb.-lug. 2022  | Toronto FC      | MLS             | 16         | 4          | CC              | 1               | 0               | -                  | -                  | -                  | -           | -           | -           | 17     | 4      |
| Totale Toronto  | Totale Toronto  | Totale Toronto  | 85+5       | 26+2       |                 | 5               | 0               |                    | -                  | -                  |             | 4           | 0           | 99     | 28     |
| lug.-dic. 2022  | Inter Miami     | MLS             | 12+1       | 2          | USOC            | 0               | 0               | -                  | -                  | -                  | -           | -           | -           | 13     | 2      |
| gen.-giu. 2023  | Konyaspor       | SL              | 12         | 4          | TK              | 0               | 0               | -                  | -                  | -                  | -           | -           | -           | 12     | 4      |
| 2023-2024       | Al-Jazira       | PL              | 21         | 3          | PC+CdL          | 2+3             | 0+0             | -                  | -                  | -                  | -           | -           | -           | 26     | 3      |
| 2024-2025       | Al-Fayha        | SPL             | 30         | 4          | KC              | 2               | 2               | -                  | -                  | -                  | -           | -           | -           | 32     | 6      |
| Totale carriera | Totale carriera | Totale carriera | 405        | 81         |                 | 37              | 4               |                    | 39                 | 5                  |             | 4           | 0           | 485    | 90     |

## Palmarès

### Club

#### Competizioni nazionali
- Canadian Championship: 1

Toronto FC: 2020

### Individuale
- MLS Best XI: 2

2019, 2020
- Premio MVP della Major League Soccer: 1

2020